# Erzhalden
Erzhalden ist eine Ortslage in den Ybbstaler Alpen, und gehört zur Gemeinde Landl im Bezirk Liezen, Steiermark.

## Geographie
Erzhalden liegt an der Einmündung des Mendlingbachs (Lassingbachs) in die Salza (Enns), einem Nebenfluss der Enns. Die Salza hat sich hier tief zwischen dem Hochkarmassiv (Göstlinger Alpen der Lassingalpen) und der östlichen Hochschwabgruppe (Stangl-/Kalte-Mauer-Gruppe) im Süden eingegraben, Mendlingbach zwischen Hochkar und Gamssteinmassiv (Ybbstaler Voralpen) im Norden. Der Ort liegt etwa einen Kilometer flussaufwärts von dort, wo das Engtal bei Palfau (An der Wacht) beginnt.
Das Tal ist hier weitgehend unbesiedelt, salza-aufwärts, Richtung Wildalpen, das 13 km entfernt ist, liegen nur einige Häuser namens Schönau (und vor Wildalpen noch Fachwerk), Mendlingbach-aufwärts folgen nach einem guten halben Kilometer Häuser von Raffelgraben, und einem weiteren Kilometer Mendling und die Landesgrenze zu Niederösterreich. Erzhalden selbst ist nur ein einzeln stehender Gasthof.
In Erzhalden mündet die Hochschwab Straße B 24, von Gußwerk bei Mariazell kommen, in die Erlauftal Straße B 25, die als bedeutende Fernverbindung von Ybbs an der Donau (über Wieselburg und Scheibbs) bei Landl-Lainbach im Ennstal zur B115 Eisenstraße führt.
Nachbarorte:
|              |                                             | Raffelgraben |
|              | Kompassrose, die auf Nachbargemeinden zeigt |              |
| Obere Palfau |                                             | Schönau      |

## Geschichte
Die heutige B 25 war ein wichtiger Nebenast der Eisenstraße, über die die drei wichtigen Kleineisenorte Gresten, Scheibbs und Purgstall an der Erlauf (bzw. Scheibbs, Purgstall, Göstling) mit Roheisen versorgt wurden, und die daher Dreimärktestraße genannt wurde. Die Route wurde von den ansässigen Gewerken, den Hammerherren, erhalten.  Zoll- und Mautstation an der Steiermärkisch-Österreichischen Grenze war in Mendling (das Eisenmauthaus in Mendling ist heute denkmalgeschützt).
Um sich die Maut für die Abzweigung vor dem Mendlingpass über die Promau nach Hollenstein an der Ybbs zu sparen, entstand von Erzhalden über den Scheibenberg eine Schmugglerroute (Schwärzerweg) in den Hollensteiner Sandgraben.
1811 wurde die Erhaltung der Straßen der Innerberger Hauptgewerkschaft übertragen, die die Maut nach Palfau verlegt, womit der Erzhaldener Schmuggel an Bedeutung verlor.
Reste des Schwärzerwegs sind noch erhalten, und seit 1998 als Themenweg Raffelgraben-Schwärzerweg markiert.
Das Gebiet der Talungen um Erzhalden liegt vollständig im Naturschutzgebiet Wildalpener Salzatal, und im Naturpark Eisenwurzen.
Die Salza selbst ist eine der bedeutendsten Wildwassersportflüsse Mitteleuropas, und Erzhalden ist sowohl Aussetzpunkt für die gemäßigteren Abschnitte des Laufs ab Wildalpen, wie auch die Wildwasserstrecke der unteren Salza, die sich bis zur Mündung bei Reichraming canyonartig in die Palfauer Talung eingegraben hat.